# Arena Lviv
Arena Lviv este un stadion de fotbal din Liov, Ucraina. Stadionul are o capacitate totală de 34.915 locuri. Este stadionul gazdă al echipei FC Karpaty Liov din 10 decembrie 2011.
Stadionul a fost construit pentru a găzdui Campionatul European de Fotbal din 2012. A devenit al treilea cel mai scump stadion din istoria Ucrainei (după Stadionul Olimpic din Kiev și Donbass Arena).